# Watsonia strictiflora
Watsonia strictiflora är en irisväxtart som beskrevs av Ker Gawl. Watsonia strictiflora ingår i släktet Watsonia och familjen irisväxter. Inga underarter finns listade i Catalogue of Life.